# 신당산대형 (1977년 영화)
《신당산대형》(劍花煙雨江南: To Kill With Intrigue)은 홍콩에서 제작된 나유 감독의 1977년 액션, 드라마 영화이다. 성룡 등이 주연으로 출연하였고 강대진 등이 제작에 참여하였다. 이 영화는 한국에서 촬영되었다.

## 출연

### 주연
- 성룡
- 정희
- 신일룡
- 서풍

### 조연
- 진혜루

## 기타
- 조명: 마용천
- 미술: 김성배